# النقوش والرسوم الصخرية في منطقة الباحة
تعتبر منطقة الباحة من مناطق الاستيطان البشري في جزيرة العرب وذلك يعود إلي طبيعتها المتنوعة من سهول وجبال وسراه وتهامية، وأيضاً وفرة مياه الأمطار ومناخها المعتدل ما ساهم بشكل كبير في معرفة الإنسان منذ القدم لهذه البقعة من الأرض وقد كشفت الدراسات الأثرية الأولية فترات زمنية تعاقبت على منطقة الباحة  تعود إلى العصور الحجرية الحديثة مروراً بعصور ما قبل الميلاد وما بعده ثم العصور الإسلامية حتى العصر الحديث، وهذا ما أثبتته النقوش والرسوم الصخرية الموزعة في جميع النواحي والمحافظات التابعة لها .

## قائمة أبرز الفنون والنقوش الصخرية في منطقة الباحة
| صورة                            | الموقع            | المدينة          | الوصف | الاحداثيات | ملاحظات | مصادر       |
| ------------------------------- | ----------------- | ---------------- | --- | ---------- | ------- | ----------- |
|                                 | غار الهريته       |                  | وهو كهف طبيعي صخوره جرانيتية ويوجد على جداره الداخلي رسم نفذ بطريقة فنية رائعة بالمغرة الحمراء يمثل رسم لرجل بملابس تقليدية وخاصة الجنبية، وأوضح الرسام أصابع الكف والشعر بشكل جيد. |            |         | هيئة التراث |
|                                 | موقع غار الكتب    | محافظة قلوة      | يقع غرب محافظة قلوة بحوالي 10كم في منتصف السفح الشمالي الغربي لجبل شدا، وقد عثر في هذا الغار على رسوم آدميه تمثل رجال بالملابس التقليدية التي تظهر في لبس الجنبية، وبالقرب منهم نساء في وضع راقص يتضح ذلك من خلال وضع الجسم وحركته الحلزونية والشعر، وحولهم يوجد قطيع من الأبقار، وجميع هذه الرسوم نفذت بالمغرة الحمراء والسوداء. |            |         |             |
|                                 | موقع وادي ثراد    |                  | عبارة عن صخور مكتوب عليها ثلاثة نقوش إسلامية عباسية أحدها مؤرخ بشهر محرم سنة 164هـ. |            |         |             |
|                                 | موقع المراصيع     | محافظة القرى     | يقع في محافظة القرى شمال من الموقع الأثري منحل في منطقة جبلية، ويحتوي الموقع على رسوم آدميه وحيوانية ومخربشات رسمت على صخور بركانية تنتشر على سطح الموقع . |            |         |             |
|                                 | موقع المفارجة     | الباحة           | يقع إلى الجنوب من مدينة الباحة على طريق بالجرشي، وهو عبارة عن عدد من الصخور على قمة جبل يوجد عليها رسومات وعول ورسومات آدميه ومخربشات. |            |         |             |
|                                 | موقع حنف          | المخواة          | يقع بمحافظة المخواة، ويحتوي على نقش إسلامي يتكون من 8 اسطر كتب على واجهة صخرية جرانيتية بشكل منظم. |            |         |             |
| نقش ثمودي في موقع المنزل الأثري | موقع المنزل       | الباحة           | يقع إلى الشرق من الباحة والذي يبعد حوالي 15كم، عثر فيه على نقوش ثمودية تعود إلي فترة القرن الرابع والثالث قبل الميلاد. |            |         |             |
|                                 | موقع الجدعاء      | محافظة العقيق    | يقع في محافظة العقيق، ويوجد على واجهات الصخور رسوماً حيوانية متنوعة لوعول ونعام وخيول، إضافة إلي رسوم آدميه راقصة وبعض الوسوم. |            |         |             |
|                                 | موقع المزرعة      | محافظة بلجرشي    | يقع في محافظة بلجرشي، وهو عبارة عن نقوش إسلامية وجدت على أحجار جرانيت متناثرة، بعضها عبارة شواهد قبور وأدعية. |            |         |             |
|                                 | موقع الغضفاء      | محافظة القرى     | يقع شمال محافظة القرى بالقرب من الموقع الأثري منحل , تكثر فيه النقوش الإسلامية بالخط الكوفي . |            |         |             |
|                                 | موقع عالقة        | محافظة بلجرشي    | يقع بمحافظة بلجرشي، والموقع عبارة عن صخرة كبيرة بمساحة 50x50م تقريباً نقش عليها مجموعة من الكتابات الإسلامية يمكن تأريخها استناداً إلي نوعية وأسلوب الكتابات التي عليها بفترة العصر العباسي . |            |         |             |
|                                 | موقع بني عامر     | ثراد             | يقع بالقرب من قرية ثراد، وهو عبارة عن صخرة مكتوب عليها نقش إسلامي يعود للفترة العباسية. |            |         |             |
|                                 | موقع الشكران      | محافظة بلجرشي    | يقع بمحافظة بلجرشي، وهو عبارة عن صخرة واحدة عليها نقش إسلامي مؤرخ بسنة 149هـ. |            |         |             |
|                                 | موقع الحنجور      |                  | يقع في جبل شدا إلي الجنوب من موقع غار الهريته، ويحتوي الموقع على صخرة رسم عليها أربعة وعول تتضح معالمها بشكل جيد, وهنا نجد تأصيل لمثل هذا النوع من الحيوانات التي لا تزال تعيش في هذا الجبل. |            |         |             |
|                                 | موقع المحوي       | وادي ثراد الاعلى | يقع في أحد روافد وادي ثراد الاعلى شرق مدينة الباحة، وهو عبارة عن مجموعة من الصخور الجرانيتية تحوي عدد من النقوش الإسلامية والرسوم، تمت هذه النقوش الكتابية بجمال رسمها وحسن خطها، كما أن أحد تلك النقوش مؤرخ بيوم الاثنين من شهر شوال سنة 171هـ أما الأخرى فإنها تحتوي على أدعية وتوحيد بالله وطلب المغفرة وأجزاء من آيات قرآنية. |            |         |             |
|                                 | موقع مقبرة الكبسة | جبل شدا          | يقع في جبل شدا إلي الجنوب من موقع غار الهريته، وهو عبارة عن غار يوجد على سقفه رسوم لأبقار وجمال ووعول رسمت جميعها باللون الأحمر. |            |         |             |
|                                 | مقبرة الرهوة      | محافظة قلوة      | يقع شمال مدينة قلوة، وهو عبارة عن نقوش إسلامية شاهدية على مجموعة من القبور وهذه الشواهد مزخرفة بإطارات وعلامات ذات أشكال هندسية وزخرفية تم نقل بعض منها والباقي لا يزال ثابت في مكانه. |            |         |             |
|                                 | موقع السهاوة      | محافظة المخواة   | يقع إلي الجنوب من محافظة المخواة، ويضم الموقع مجموعة من الصخور يوجد على إحداها نقش بالقلم المسند الجنوبي يمكن أن يؤرخ بالقرن الثاني قبل الميلاد. |            |         |             |
|                                 | موقع البركة       |                  | يحتوي هذا الموقع على مجموعة من النقوش الإسلامية العباسية نقشت على صخور جرانيتية احدها مؤرخ بسنة 153هـ . |            |         |             |